# Chronologie de l'invasion de l'Ukraine par la Russie (septembre 2024)
Pour un article plus général, voir Invasion de l'Ukraine par la Russie.
Cet article fait partie de la chronologie de l'invasion de l'Ukraine par la Russie et présente une chronologie des événements clés de ce conflit durant le mois de septembre 2024.
Pour les événements précédents, voir Chronologie de l'invasion de l'Ukraine par la Russie (août 2024).
Pour les événements suivants, voir Chronologie de l'invasion de l'Ukraine par la Russie (octobre 2024).

## Chronologie des évènements

### 1erseptembre
La Russie affirme avoir abattu 158 drones au-dessus de Moscou, Tver, Voronej, Toula, Kalouga, Briansk, Belgorod, Lipetsk et Koursk à la suite d'une attaque massive de drones par l'Ukraine,. Des incendies ont été déclenchés à la raffinerie de Moscou (ru), propriété de Gazprom Neft, et à la centrale électrique de Konakovo dans l'oblast de Tver, l'une des plus grandes centrales électriques du centre de la Russie. Les vols au départ de deux des aéroports de Moscou, Domodedovo et  Joukovski, ont été suspendus,.

### 2 septembre
Le ministère ukrainien de la Défense a adopté le véhicule blindé de transport de troupes « Khorunzhyi » de conception et de production nationales. Il s'agit d’une modernisation du véhicule blindé de transport de troupes soviétique BTR-60, équipé d’un moteur diesel qui permet au véhicule d’atteindre des vitesses allant jusqu’à 80 km/h. Il est également équipé d’une électronique moderne, de caméras de surveillance, de la climatisation, d’un générateur autonome qui permet de fonctionner avec le moteur éteint, et d’un module de combat avec une mitrailleuse de calibre 14,5 mm ou un canon de 30×113 mm. Principalement utilisé comme véhicule blindé de transport de troupes, il peut l'être aussi pour l’évacuation du champ de bataille, véhicule de réparation, véhicule de commandement ou comme support de mortier automoteur,.
L'agence de presse Bloomberg, citant un responsable européen anonyme, a rapporté que l'Iran pourrait commencer à fournir à la Russie des missiles balistiques « dans quelques jours ».
L'Ukraine sollicite l'autorisation de réaliser des frappes stratégiques sur le territoire russe.

### 3 septembre
Oblast de Poltava, au moins 47 personnes ont été tuées et 206 autres blessées lors d'une attaque de missiles russe sur Poltava.
Oblast de Donetsk, d'après l'ISW, l'armée ukrainienne a récemment reconquis des positions qu'elle avait perdues au sud-est de Pokrovsk et au sud-ouest de Novohrodivka, dans  zones où les offensives russes sont particulièrement intenses.
Une unité de dronistes de la 108e brigade de défense territoriale Ukrainienne a publié des images d'un « Drone dragon » libérant un agent incendiaire de manière continue pendant plusieurs secondes sur un boqueteau,.

### 4 septembre
L’armée russe affirme avoir détruit plusieurs lanceurs HIMARS avec des missiles de précision dans la région du village de Hrapovshchyna dans l'oblast de Soumy
Les forces armées russes ont mené une série d’attaques de drones et de missiles sur Lviv—centre historique de la Galicie et la plus grande ville de la partie occidentale de l'Ukraine—en tuant sept personnes, dont trois enfants (un nourrisson et deux filles âgées de neuf et 14 ans), et en blessant 64 (sept personnes sont dans un état critique), dont huit enfants. Au moins 50 bâtiments ont été endommagés, dont trois écoles, un centre artistique, des hôpitaux et des bâtiments résidentiels, et plusieurs bâtiments près de la gare centrale ont pris feu,,.

Destructions à Lviv après une attaque nocturne de missiles russes
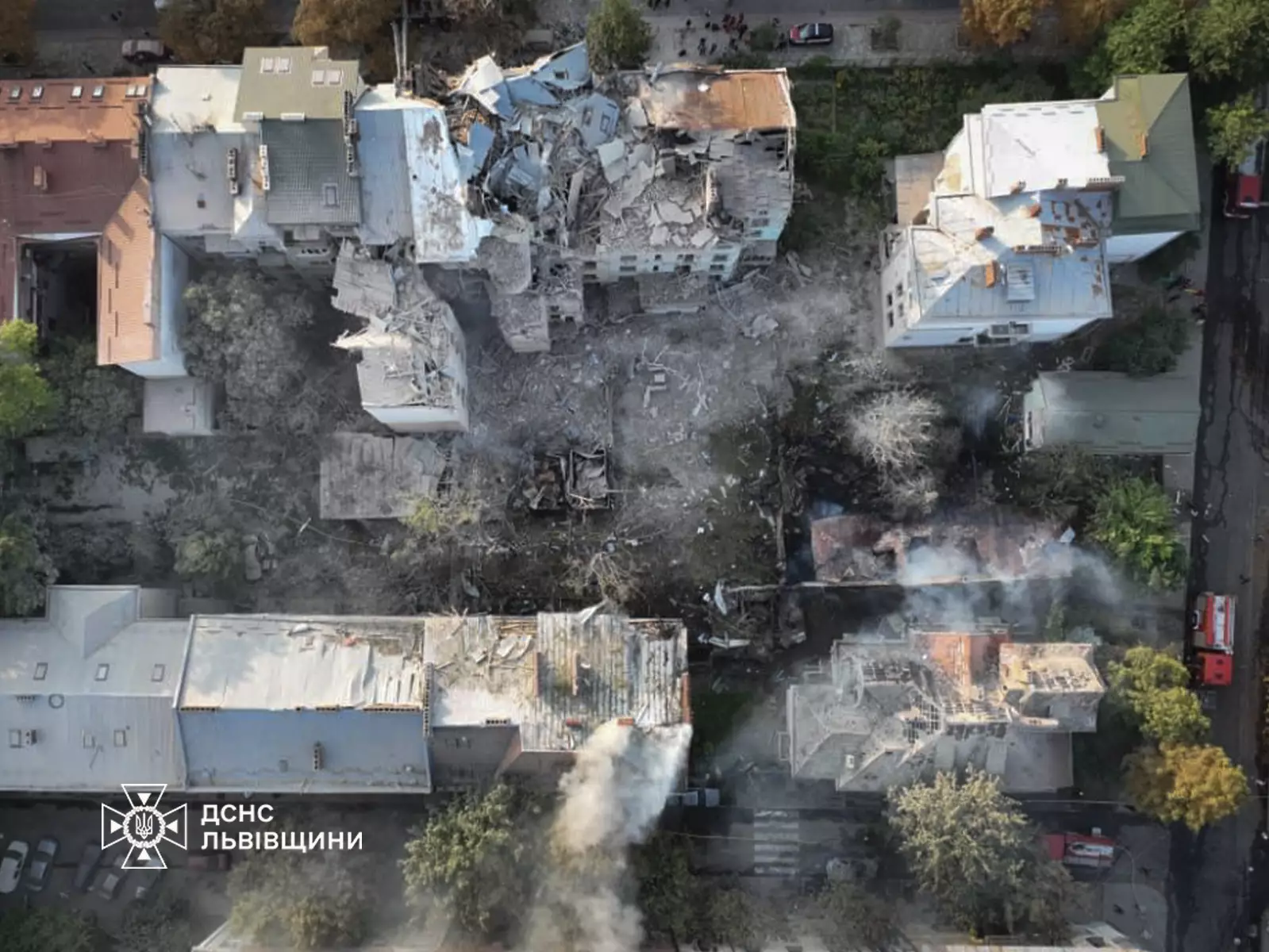
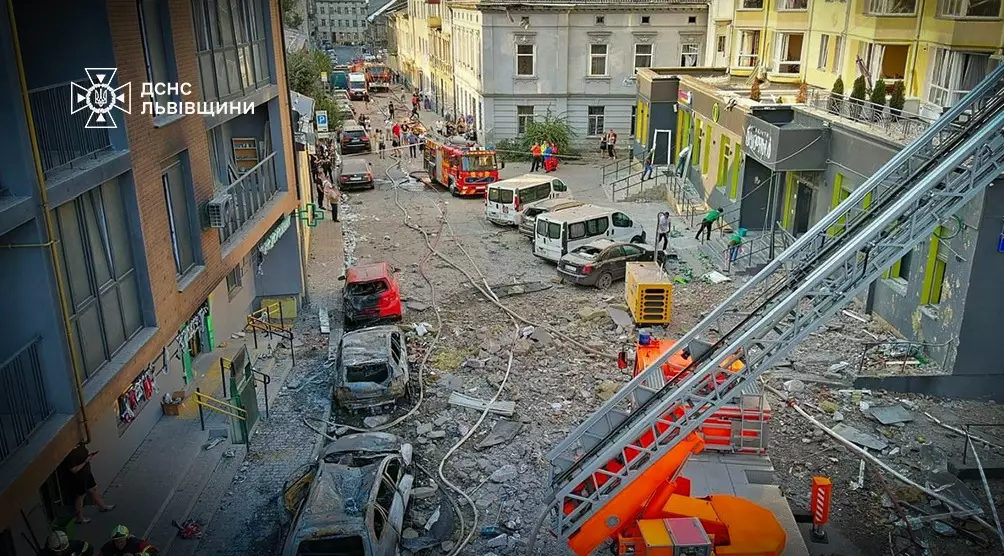
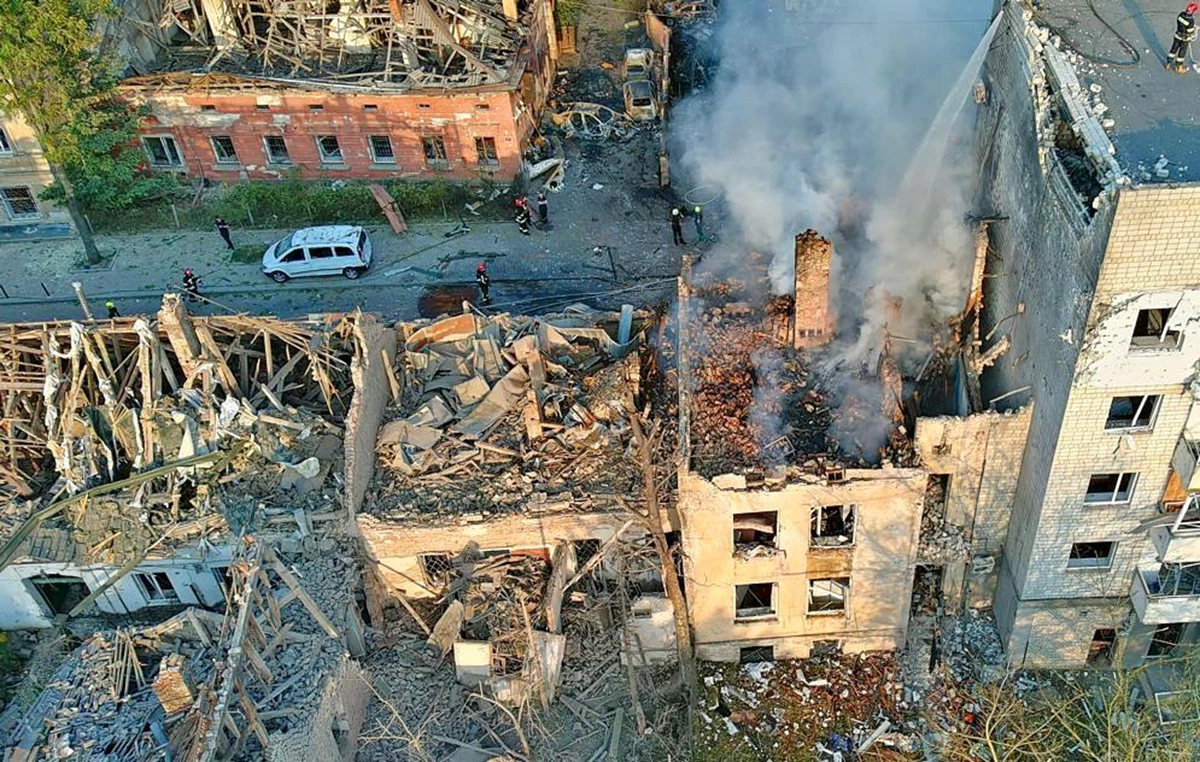

### 5 septembre
La Russie annonce la prise du village Zavitne (uk) situé dans les environs de Pokrovsk dans l'oblast de Donetsk

### 6 septembre
Des images aériennes de Vovtchansk, oblast de Kharkiv, transmises par un drone survolant une avenue indique que plus aucun bâtiment ne semble intact. Les images de Vovtchansk rappellent celles de Bakhmout et d'Avdiïvka, dans l'oblast de Donetsk, villes totalement détruites.

Selon l'ISW, les troupes russes ont repris les positions perdues dans l'oblast de Koursk, Russie.
De leur côté, près de Pokrovsk (Ukraine), oblast de Donetsk, les troupes ukrainiennes reprennent les positions perdues, pendant que les troupes russes avancent en direction de Toretsk.
Toujours oblast de Donetsk, la 12e brigade d'assaut Azov déclare avoir contribué à stabiliser la situation « catastrophique » à New York, en dégageant les soldats ukrainiens encerclés grâce à la reprise partielle du village. Cependant, la brigade a reconnu que la situation à New York reste tendue, les forces russes menant jusqu'à une quinzaine d'attaques terrestres par jour,

### 7 septembre
Russie, un dépôt de munitions dans l'oblast de Voronej a été frappé par une attaque ukrainienne de drones.
Dans l'oblast de Koursk, les forces ukrainiennes ont affirmé avoir détruit deux ponts flottants sur la rivière Seïm et un système de défense aérienne Osa à l'aide de bombes guidées américaines SDB et de roquettes HIMARS.

### 8 septembre
À la suite d'une attaque de drone ukrainienne, des réservoirs de carburant sont en feu dans le raïon de Volokonov, dans l'oblast de Belgorod, Russie.
Un drone russe est entré dans l'espace aérien letton depuis la Biélorussie et s'est écrasé près de Rēzekne, ville de la région de Latgale, à l'est de la Lettonie,.
Un autre  drone s'est écrasé près du village de Periprava en Roumanie,.

### 9 septembre
Oblast de Donetsk, la Russie affirme s'être emparée des villes de Krasnohorivka, située à 20 kilomètres de Donetsk, de Hryhorivka et Halytsynivka (uk) de même que la ville de  Memryk (uk), à 20 kilomètres de Pokrovsk.
Des membres de la 3e brigade blindée ukrainienne ont neutralisé un drone de reconnaissance russe Orlan-10 à l'altitude record de 3 620 mètres
L'Ukraine annonce la production nationale de grenades à main de l'ère soviétique analogues aux F-1 et RGD-5.

### 10 septembre
Le ministère russe de la Défense déclare que 144 drones ont été abattus dans neuf régions, dont Moscou (environ 20), Briansk (72), Koursk (14), Toula (13), Belgorod (8), Kalouga (7), Voronej (5), Lipetsk (4) et Orel (1). Il est rapporté que le 12e étage d'un immeuble résidentiel de grande hauteur dans la ville de Ramenskoye, oblast de Moscou, a pris feu à la suite de la frappe d'un drone et qu'environ 20 appartements ont été endommagés et 4 personnes ont été blessées. En raison de l'attaque aérienne, trois des aéroports principaux de Moscou ont été temporairement fermés.

### 11 septembre
Selon Sky News, le Port-Olia 3, un cargo russe effectuant régulièrement des trajets entre l'Iran et la Russie via la mer Caspienne, a été repéré le 4 septembre au port d'Olya (ru) dans le sud de la Russie. Six jours plus tôt, le 29 août, il se trouvait au port iranien d'Amirabad (en), d'où il aurait appareillé en désactivant son transpondeur AIS, transportant probablement environ 225 missiles balistiques Fath 360.
En Russie, des attaques de drones ont été signalées dans l'oblast de Mourmansk, après avoir parcouru plus de 2 000 kilomètres depuis l'Ukraine, ce qui a entraîné des restrictions de vol dans les villes de Mourmansk et Apatity.
La Russie affirme avoir repoussé une tentative des forces ukrainiennes de reprendre la Plate-forme pétrolière « Krym-2 » en mer Noire.

### 12 septembre
La Lituanie annonce l'envoi de véhicules blindés de transport de troupes M113 et de véhicules tout-terrain en Ukraine.
Oblast de Kherson, les combats se sont récemment intensifiés sur la rive gauche du Dnipro, où, à l'automne 2023, les forces ukrainiennes avaient établi une position stratégique dans la région de Krinky.
Selon le Times, les États-Unis envisagent d'autoriser l'Ukraine à employer les missiles de croisière britanniques et français, Storm Shadow et Scalp, mais pas les missiles balistiques américains ATACMS à longue portée, pour attaquer des cibles militaires en Russie.
Les forces spéciales de l'armée ukrainienne affirment avoir abattu un avion de combat russe Soukhoï Su-30SM, du 43e régiment aéronaval, basé à Saky en Crimée, à l'aide d'un lance-missiles portatif,.
Le vraquier « Aya », battant pavillon  de Saint-Kitts-et-Nevis, transportant du blé ukrainien à destination de l'Égypte a été touché par un missile russe de type Kh-22 [tiré] à partir d'un avion Tu-22, à l'intérieur de la zone économique exclusive de la Roumanie en mer Noire.
Selon DeepState, les forces russes ont capturé la ville de Lisivka (uk) dans l'oblast de Donetsk.
Les autorités ukrainiennes arrêtent cinq personnes soupçonnées d’avoir incendié des véhicules militaires ukrainiens pour le compte de la Russie

### 13 septembre
Ukraine, les évacuations de civils de Pokrovsk, oblast de Donetsk, se poursuivent, les Russes étant à 7 kilomètres de la ville
en Russie, selon DeepState, les troupes russes ont percé le saillant, avançant d’environ 6 km au sud de Korenove (uk) jusqu'à Snagost, raïon de Korenevo dans l'oblast de Koursk,.
Quarante-neuf civils et soldats ukrainiens ont été échangés contre un nombre identique de Russes, lors du 56e échange de prisonniers entre les deux pays,.

### 14 septembre
La Russie et l'Ukraine ont chacune échangé 103 prisonniers, soit un total de 206 prisonniers de guerre, dans le cadre d’un échange parrainé par les Émirats arabes unis,,.
Les bombardements de l'armée de l’air ukrainienne et les frappes de roquettes d'HIMARS ont détruit six positions russes dans l'oblast de Koursk, dont un poste de commandement et un pont flottant,

### 15 septembre
Le Qatar échange 12  canons automoteurs PzH 2000 contre des RCH-155 avec l'Allemagne. L'Allemagne déclare que ces PzH 2000 seront donnés à l'Ukraine.

### 16 septembre
La Russie affirme avoir repris les villages d'Uspenovka (en) et de Borki dans l'oblast de Koursk.

### 17 septembre
Ukraine, Forbes (magazine) indique que la Russie a mis en action des drones porteurs de drones kamikazes,,.
Ukraine, aussi, oblast de Donetsk, la Marine ukrainienne affirme avoir détruit des dépôts de munitions russes près de Marioupol, à la suite de frappes de missiles,.
Des images datées de septembre 2024 ont été diffusées montrant les conséquences d’une frappe de roquette d'HIMARS sur un terrain d’entraînement russe près du périphérique de Donetsk. La vidéo affirme qu'il y a eu « environ 50 victimes ».
Russie, l'Institute for the Study of War (ISW) indique que dans l'oblast de Koursk les forces ukrainiennes ont récemment avancé au sud de Veseloïe, et à l'ouest et au nord de Medvejie.
Les contre-attaques russes leur ont permis progresser dans le nord d'Obukhovka.
Des explosions d'« origine inconnue » ont été signalées sur la base aérienne d'Engels-2, oblast de Saratov. Cependant, les défenses aériennes autour des oblasts de Koursk et de Briansk étaient actives à ce moment-là, indiquant la présence possible de drones ukrainiens.
Syrie, selon le media Kyiv Post une base militaire russe située à Kuweires dans la banlieue sud-est d'Alep, a été attaquée par une unité des forces spéciales ukrainiennes,.

### 18 septembre
Des drones ukrainiens ont frappé un important dépôt de munitions du GRAU à Toropets, à quelques centaines de kilomètres à l'est de Riga, dans l'oblast de Tver, provoquant un incendie et des évacuations. Cette explosion a provoqué un petit tremblement de terre de magnitude 2.8 dans la région de l’entrepôt et les satellites de la NASA ont détecté l'incendie depuis l'espace. Le hangar abritait 240 tonnes d'explosifs puissants, dont des munitions d'artillerie, mais également, selon le SBU « des missiles Iskander, Tochka et bombes KAB » étaient stockés dans l'installation,.
Le porte-parole du commandement régional ukrainien, Oleksi Dmytrachkivsky indique : « Dans l'oblast de Koursk, les russes ont tenté d'attaquer par les flancs, mais ils ont été stoppés, la situation s'est stabilisée et aujourd'hui tout est sous contrôle.  Ils ont remporté quelques succès mineurs, mais ce succès s'est maintenant transformé en un quasi-encerclement pour eux ».

### 19 septembre
Le ministère de la Défense russe revendique la prise du village de Heorhiïvka (uk), jouxtant Marïnka, dans l'oblast de Donetsk
Le vraquier « Aya », battant pavillon  de Saint-Kitts-et-Nevis, transportant du blé ukrainien à destination de l'Égypte qui a été touché par un missile russe en mer Noire le 12 septembre dernier a accosté au port roumain de Constanta.
La Verkhovna Rada d'Ukraine a voté pour renommer 327 villages qui portent des noms soviétiques ou russes.

### 20 septembre
Un navire battant pavillon d'Antigua-et-Barbuda a été endommagé lors d'une attaque de missiles russes sur Odessa, qui a également blessé quatre personnes.
Un blogueur russe révèle que la Russie a formé un bataillon mécanisé en utilisant l'équipage du porte-avions russe Amiral Kouznetsov. Il a d'abord été déployé à Kharkiv, puis envoyé à Pokrovsk, oblast de Donetsk.
LUkraine indique qu'une attaque de drones kamikazes contre des positions russes abritant un système de missiles russes S-400 près de Jouravlino (ru), s'est soldé par la destruction de deux lanceurs S-400, ainsi que des dommages à un troisième lanceur et la mise hors service du poste de commandement.

### 21 septembre
En Russie, une explosion s'est produite dans un entrepôt de munitions situé dans le village de Kaminny (ru), dans le district de Tikhoretsk (ru), dans le kraï de Krasnodar, après une frappe de drone,,. 

Un deuxième dépôt de munitions, situé dans le village d'Oktiabrski (Tver) (ru), dans l'oblast de Tver, a également été touché,. L'explosion de ce dépôt de munitions a provoqué la fermeture d'un tronçon de l'autoroute M-9 et l'évacuation des villages voisins. Cet entrepôt est proche de celui de Toropets que l'Ukraine a attaqué en début de semaine, le 18 septembre,.

### 22 septembre
Un système de missiles russes S-300 a été détruit par des drones près de Djankoï, en Crimée occupée.

### 23 septembre
Le SBU indique avoir arrêté deux membres d'un « groupe de combat » qui complotaient pour s'emparer de bâtiments gouvernementaux à Odessa pour le compte de la Russie.
L'armée russe a commencé à utiliser des véhicules blindés ZBF-05 (en) de fabrication chinoise en Ukraine.

### 24 septembre
Le commandant de la 72e brigade mécanisée déclare que les forces russes tentent constamment de prendre d'assaut Vouhledar dans l'oblast de Donetsk et que la situation restait « constamment tendue ». La Russie utilise une grande variété d'armes, notamment des bombes guidées, des véhicules blindés, de l'artillerie, des canons, des mortiers et des drones FPV. Le commandant a ajouté que : « L'ennemi dispose d'équipements « jetables ». Tous les véhicules blindés qui s'approchent de nos positions sont pour la plupart brûlés, des attaques ont lieu tous les jours »,,,
Au nord, après un mois de siège, l'armée ukrainienne a libéré l'usine de granulats (uk) de Vovtchansk, oblast de Kharkiv,.

### 25 septembre
Oblast de Donetsk, les forces russes indiquent avoir pris le contrôle des villes d'Oukraïnsk et Hostre,.

### 26 septembre
À l'est encore, la 72e brigade mécanisée ukrainienne déclare qu'elle ne prévoit pas de se retirer de Vuhledar, dans l'oblast de Donetsk, malgré les bombardements intensifs et les avancées de l'armée russe : « Nous voulons dissiper tous les doutes et les opinions de pseudo-experts selon lesquels la 72e brigade s'est retirée de Vuhledar. Malgré des bombardements massifs et des circonstances difficiles, nous sommes toujours là »,.
Les forces armées ukrainiennes ont maintenu des positions à Vuhledar et Kostiantynivka.
Au nord, région de Karkhiv, le bataillon Azilles a repoussé un assaut russe dans la région de Pishchane (uk), l'ennemi perd 40 pièces d’équipement.

### 27 septembre
Toujours au nord, oblast de Kharkiv, selon l'ISW, les forces ukrainiennes ont repoussé une attaque d'un bataillon mécanisé russe renforcé en direction de Koupiansk, qui était la première attaque mécanisée russe majeure le long de la ligne Koupiansk-Svatove-Kreminna depuis l’hiver 2023. Les forces russes pourraient intensifier leurs efforts pour atteindre la rivière Oskil, bien que les avancées russes sur la rive gauche de la rivière resteront vraisemblablement lentes. Il est probable que ce groupe de combattants était limité dans sa capacité à maintenir des opérations offensives le long de la ligne Koupiansk-Svatove-Kreminna, ou à mener des opérations de combat efficaces qui conduiraient à une progression plus rapide.
Est de l'Ukraine, oblast de Donetsk, les forces russes avancent près et autour de Toretsk et au sud-est de Pokrovsk.

Pendant ce temps, les forces russes et ukrainiennes ont poursuivi leurs opérations offensives dans l'oblast de Koursk, en Russie, mais aucun des deux camps n'a progressé davantage.

### 28 septembre
Sept personnes sont tuées, et douze autres blessées, dans une double frappe russe, contre un centre médical à Soumy.

L'hôpital Saint-Pantéléimon de Soumy après une double attaque de drone russe dans la matinée du 28 septembre 2024
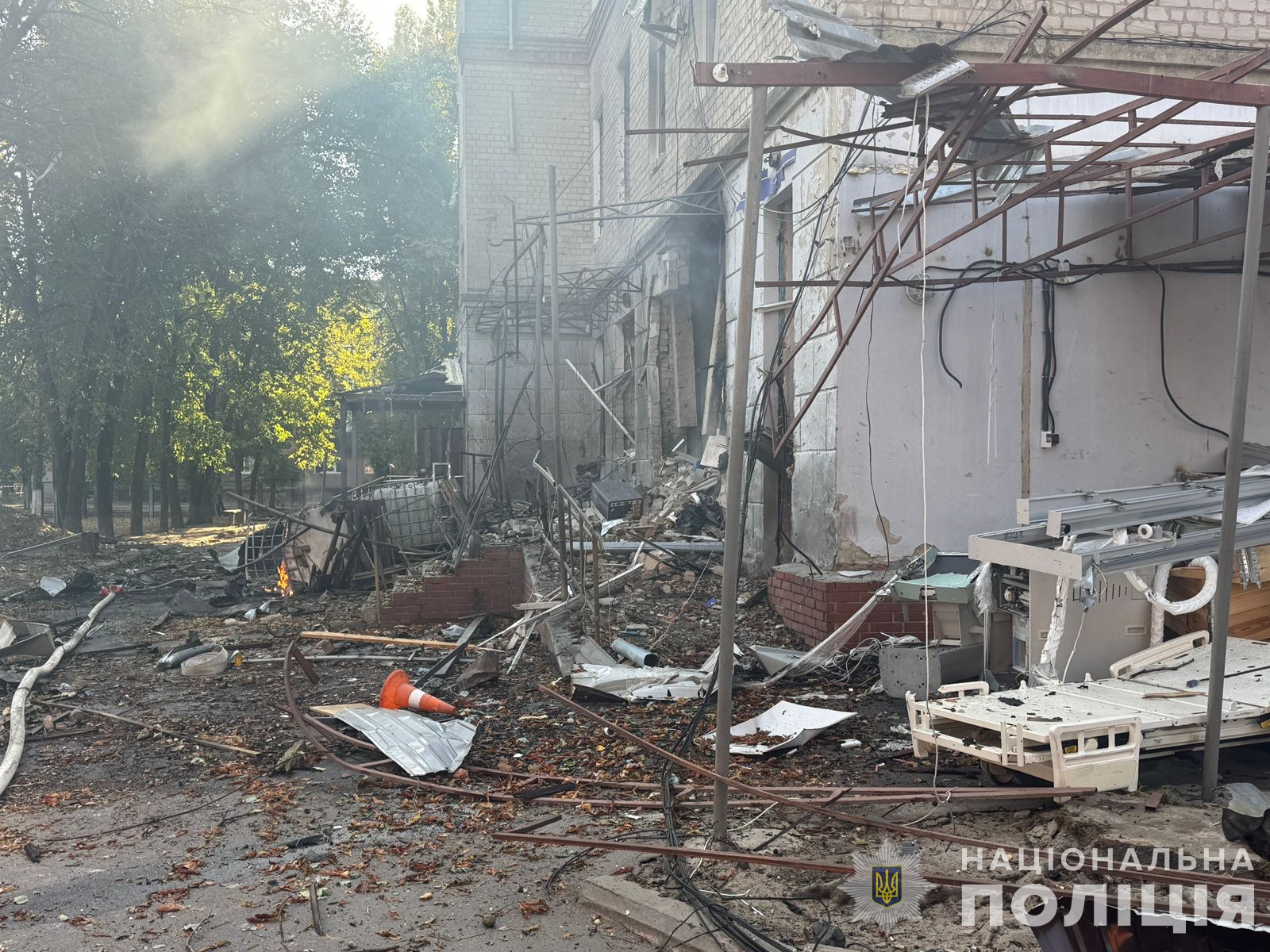

### 29 septembre
Les Russes ont frappé Zaporijjia 13 fois avec des  bombes aériennes KAB. L'un des impacts a touché un immeuble résidentiel, l'autre a touché la gare faisant au moins 11 blessés.
Russie, des drones ukrainiens sont tombés près du village de Kotlouban, dans l'oblast de Volgograd, sur un arsenal avec des munitions de la Direction principale de l’artillerie lance-missiles du ministère de la Défense de la fédération de Russie, où se trouveraient aussi des missiles iraniens. Le système de surveillance des incendies de la NASA a enregistré trois points d'incendie près de l'arsenal.

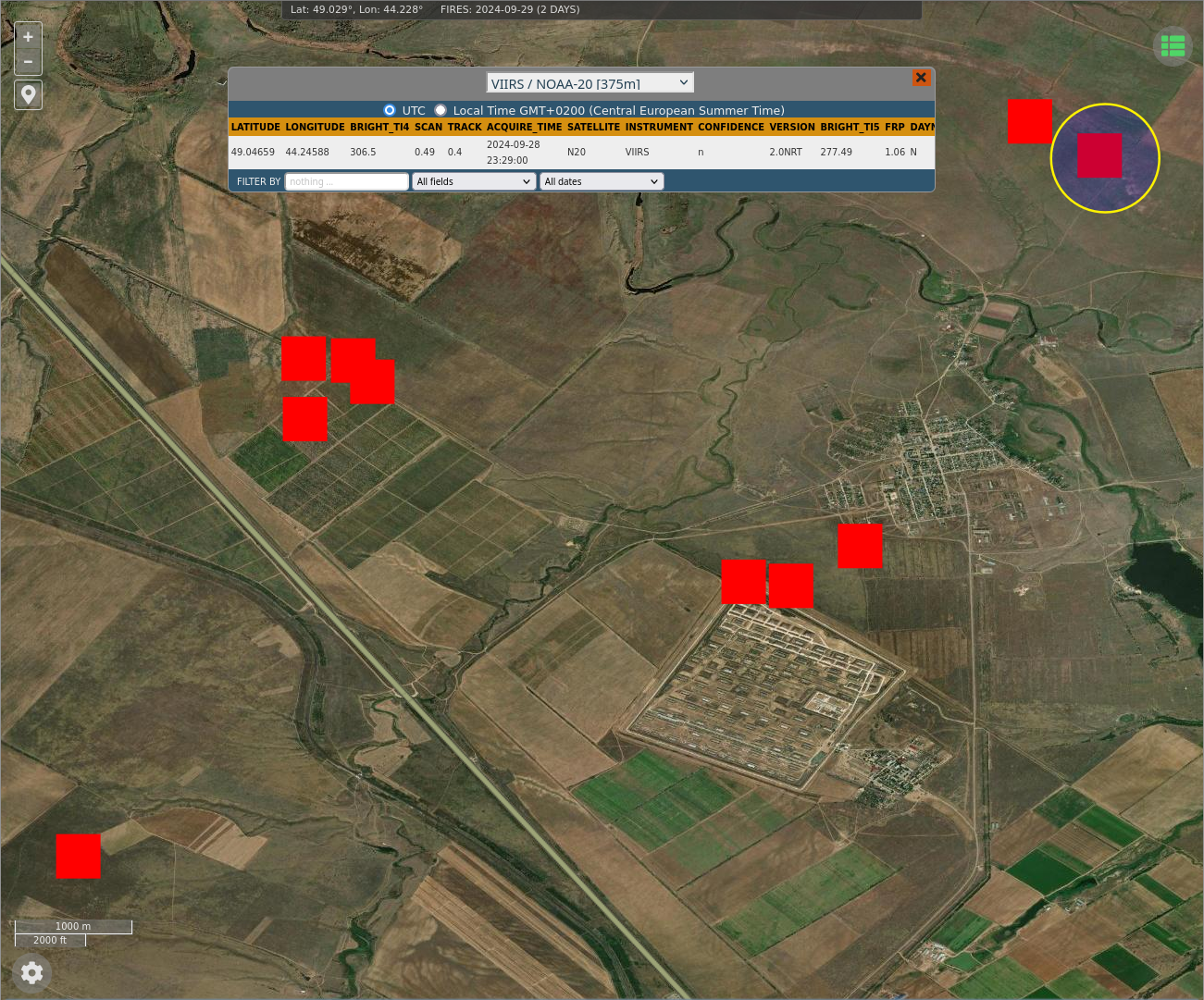
Les incendies qui se sont déclarés le 29 septembre près de Kotlouban ont été détectés par les satellites FIRMS de la NASA, la première détection a eu lieu à 23:29 (UTC) le 28 septembre.

### 30 septembre
Selon l'état-major ukrainien les pertes de la Russie depuis le début de l'opération spéciale au 30 septembre sont de :
- 653 000 soldats russes sont morts
- 8 874 chars
- 17 503 véhicules blindés
- 18 822 Systèmes d’artillerie
- 1 204 Lance-roquettes multiples
- 963 Systèmes de défense aérienne
- 369 avions
- 328 hélicoptères
- 16 224 Drones opérationnels et tactiques
- 2 610 roquettes
- 28 navires/bâtiments de surface
- 1 sous-marin
- 25 548 unités de véhicules à moteur et de camions-citernes
- 3 313 unités d’équipement spécial

Vladimir Poutine a signé un décret selon lequel 133 000 Russes âgés de 18 à 30 ans seront appelés au service militaire entre octobre 2024 et janvier 2025. Le décret s'applique aux Russes qui ne sont pas en réserve et qui sont astreints au service militaire,.
Des documents officiels obtenus par le site « The Insider » contredisent la version officielle de la mort d'Alexeï Navalny (16 février 2024).
La Russie affirme avoir conquis le village de Nelipivka, au nord de Niou-Iork, situé à environ 5 kilomètres au sud de Toretsk dans l'oblast de Donetsk.

### Octobre 2024
Pour les événements suivants, voir Chronologie de l'invasion de l'Ukraine par la Russie (octobre 2024).